# Gouvernement Morawiecki III
République de Pologne
Morawiecki II Tusk III
Le gouvernement Morawiecki III (en polonais : Trzeci rząd Mateusza Morawieckiego) est le gouvernement de la république de Pologne entre le 27 novembre 2023 et le 13 décembre 2023, sous la Xe législature de la Diète et la XIe législature du Sénat.
Il est dirigé par le national-conservateur Mateusz Morawiecki, dont la coalition Droite unie est arrivée en tête sans majorité absolue aux élections parlementaires. Il succède au gouvernement Morawiecki II.

## Historique du mandat
Ce gouvernement est dirigé par le président du Conseil des ministres sortant national-conservateur Mateusz Morawiecki. Il est constitué et soutenu par la coalition Droite unie, formée par les partis Droit et justice (PiS), Pologne souveraine (SP), Parti républicain (PR) et Kukiz'15 (K15). Ensemble, ils disposent de 191 députés sur 460, soit 41,5 % des sièges de la Diète, et 34 sénateurs sur 100.
Il est formé à la suite des élections parlementaires du 15 octobre 2023.
Il succède donc au gouvernement Morawiecki II, constitué et soutenu par le PiS, SP et le PR, mais avec une majorité absolue des sièges à la Diète.

### Contexte
Au cours des élections parlementaires, la coalition Droite unie, au pouvoir, arrive en tête mais perd la majorité absolue et n'est pas en mesure de la retrouver même en cas d'alliance avec la Confédération. Le scrutin voit donc la victoire de l'opposition, partagée entre la Coalition civique (KO), Troisième voie (TD) et La Gauche (Lewica).
Selon la Constitution polonaise, il revient au président de la République de proposer en premier un candidat à la présidence du Conseil des ministres, celui-ci devant obligatoirement obtenir ensuite la confiance de la Diète. Bien que le PiS soit minoritaire, trois experts polonais interrogés par The Guardian jugent probable que ce mandat présidentiel soit confié à une personnalité de ce parti, dans la mesure où le président Andrzej Duda en est issu. L'échec d'un tel candidat ouvrira la voie à la Diète pour qu'elle choisisse elle-même son propre candidat, dans les rangs de l'opposition sortante.
Le chef de l'État engage les 24 et 25 octobre ses consultations avec les différents partis représentés au sein de la Diète. Bénéficiant du soutien de la KO, de TD et de Lewica, l'ex-président du Conseil Donald Tusk indique lors de son entretien avec Andrzej Duda qu'il est prêt à gouverner de nouveau. De son côté, ce dernier avait déjà publiquement annoncé son intention de désigner comme mandataire présidentiel une personnalité issue du parti ayant remporté les élections parlementaires.

### Formation et échec à obtenir la confiance
Le 6 novembre, le président de la République fait savoir qu'il a effectivement confié la mission de former le prochain exécutif polonais au président du Conseil des ministres sortant. Se justifiant par l'existence d'une tradition voulant que le chef de l'État confie le mandat à un représentant du parti arrivé en tête, Andrzej Duda souligne qu'en cas d'échec de Mateusz Morawiecki, il nommera immédiatement la personnalité choisie par la Diète. Le journal Rzeczpospolita ou le maire de Varsovie, Rafał Trzaskowski (PO), accusent le président polonais de jouer la montre en retardant l'alternance. Les trois forces de l'opposition signent, quatre jours plus tard, leur accord de coalition, confirmant la mise en minorité de la Droite unie. Le troisième gouvernement Morawiecki est ainsi surnommé le « gouvernement des Deux-Semaines », ou le « gouvernement zombie ».
Presque totalement nouveau puisque seul le ministre de la Défense Mariusz Błaszczak est reconduit, le gouvernement minoritaire est formé et assermenté le 27 novembre. En termes de parité, il s'agit du premier de l'histoire de la Pologne et est par ailleurs composé de plus de femmes que d'hommes. De nombreux experts, y compris parmi les femmes ont par ailleurs été nommés. Selon la presse polonaise, la plupart des ministres sortants et des députés du PiS n'ont pas voulu siéger au nouveau gouvernement, pour ne pas se faire humilier par la chute inévitable de celui-ci. Comme prévu, l'exécutif n'obtient pas la confiance le 11 décembre, ayant recueilli 190 voix favorables et 266 voix contre. Quelques heures plus tard, la candidature de Donald Tusk est approuvée par la Diète.

## Composition
- Par rapport au gouvernement Morawiecki II, les nouveaux ministres seront indiqués en gras, ceux ayant changé d'attribution le sont en italique.

| Poste                                                                                  | Titulaire | Titulaire                      | Parti |
| -------------------------------------------------------------------------------------- | --------- | ------------------------------ | ----- |
| Président du Conseil des ministres                                                     |           | Mateusz Morawiecki             | PiS   |
| Ministre de la Défense nationale                                                       |           | Mariusz Błaszczak              | PiS   |
| Ministre de la Famille et de la Politique sociale                                      |           | Dorota Bojemska                | Sans  |
| Ministre de la Culture et du Patrimoine national Présidente du comité d'intérêt public |           | Dominika Chorosińska           | PiS   |
| Ministre des Sports et du Tourisme                                                     |           | Danuta Dmowska                 | Sans  |
| Ministre des Infrastructures                                                           |           | Alvin Gajadhur                 | Sans  |
| Ministre de l'Agriculture et du Développement rural                                    |           | Anna Gembicka                  | PiS   |
| Ministre des Fonds de développement et de la Politique régionale                       |           | Małgorzata Jarosińska-Jedynak  | Sans  |
| Ministre des Finances                                                                  |           | Andrzej Kosztowniak            | PiS   |
| Ministre de la Santé                                                                   |           | Ewa Krajewska                  | Sans  |
| Ministre du Climat et de l'Environnement                                               |           | Anna Łukaszewska-Trzeciakowska | Sans  |
| Ministre du Développement et de la Technologie                                         |           | Marlena Maląg                  | PiS   |
| Ministre des Actifs de l'État                                                          |           | Marzena Małek                  | Sans  |
| Ministre de l'Éducation et des Sciences                                                |           | Krzysztof Szczucki             | PiS   |
| Ministre de l'Intérieur et de l'Administration Coordonnateur des services secrets      |           | Paweł Szefernaker              | PiS   |
| Ministre des Affaires étrangères                                                       |           | Szymon Szynkowski vel Sęk      | PiS   |
| Ministre de la Justice Procureur général                                               |           | Marcin Warchoł                 | SP    |
| Ministre sans portefeuille                                                             |           | Izabela Antos                  | Sans  |
| Ministre sans portefeuille                                                             |           | Jacek Ozdoba                   | SP    |